# Velen, Korosten
Velen (în ucraineană Велень) este un sat în comuna Kupîșce din raionul Korosten, regiunea Jîtomîr, Ucraina.

## Demografie
Componența lingvistică a localității Velen
     Ucraineană (100%)
Conform recensământului din 2001, toată populația localității Velen era vorbitoare de ucraineană (100%).